# بلازما خارجية
الجِبْلَة الخارجية أو البَرَّانِيَّة أو الهَيُولى الخارجة أو الخارجية  أو الظاهرة أو البلازما الخارجيّة هو الجزء الخارجي غير المحبحب من جبلة الخلية، في حين أن الجبلة الداخلية غالبًا ما يكون حبيبيًا. إنه واضح ويحمي وينقل الأشياء داخل الخلية.  علاوة على ذلك توجد أعداد كبيرة من خيوط الأكتين في الجبلة الخارجية ، والتي تشكل دعامة مرنة لغشاء الخلية.